# 陈警
陈警（1883年—1920年），字觉懦，女，江苏武进人。清朝及中华民国教育家。

## 生平
陈警于清朝光绪九年（1883年）出生于名门。20岁时，入上海宗孟女校学习，后奉父亲之命回到常州，嫁给留学日本的莊先識为继室。
陈警因受到新思想影响，不愿当家庭妇女，经丈夫莊先識支持，到杭州的浙江女子师范学堂学习保姆专业。回到常州后，陈警与丈夫莊先識创办了幼儿园，以女儿的名字“涤氛”命名，称为“涤氛蒙养院”。光绪三十四年七月，涤氛蒙养院在麻巷白马三司徒院址（今常州市天宁区境内）正式成立，这是常州历史上最早的学前教育机构，由陈警担任院长。该院招收3至7岁儿童，开有游戏、唱歌、手技、剪纸、故事、识字教学等等课程。民国2年（1913年），该院附设初等小学。民国5年（1916年）底，由于经费困难，涤氛蒙养院停办。该院前后开办8年，开常州幼儿教育之先河。
中华民国成立后，陈警和他人共同创办“共和宣讲会”，开展提倡女子教育等宣传活动。